# Набонасар
Набонассара (аккад. Набу-націр (Nabu-nasir), букв. «Набу — хранитель») — цар Вавилонії, правив приблизно в 748-734 до н. е., з  VIII Вавилонської династії.

## Життєпис
У його правління в Ассирії закінчився період смут і громадянської війни; до влади прийшов енергійний воєначальник Тіглатпаласар III. Останній на 3-му році правління Набонассара, в місяці ташріту (вересень — жовтень) 745 до н. е. рушив свої війська в Вавілонію та пройшов усю країну до Перської затоки, громлячи халдейські племена і виселяючи в Ассирію безліч полонених. Не виключено, що Набонассара сам закликав ассирійців на допомогу в боротьбі проти халдеїв і еламітів.
Пізніше переказ, що Тиглатпаласар вів з Набонасаром битву при Борсіппі не підтверджується ранніми клинописними текстами. Ассирійці не заподіяли ніякої шкоди вавилонським містам, ассирійський цар всіляко підкреслював свою роль їх захисника і покровителя. В результаті цього походу Тиглатпаласар став сюзереном вавилонського царя і прийняв титул «цар Шумеру й Аккаду».
П'ятим роком правління Набонассара (743 до н. е.) датовано вступ на трон Еламу царя Хумпанікаша.
У 734 до н. е. Набонассар тяжко захворів і помер після 14-річного царювання.
За повідомленням Бероса і ряду інших авторів, при Набонассарі була здійснена реформа календаря. З ім'ям Набонассара пов'язана «Ера Набонассара»; саме з його першого року правління почав свою еру (тобто початковий пункт відліку хронологічних обчислень) давньогрецький астроном і вчений Клавдій Птолемей, оскільки йому були відомі астрономічні спостереження тільки починаючи з правління цього царя. Ця ера почалася 26 лютого (з початком року 1 тота давньоєгипетського календаря) о 12 годині дня 747 до н. е.